# بيرني ألدر
بيرني ألدر (بالإنجليزية: Berni Alder)‏ (و. 1925 – م) هو فيزيائي، وأستاذ جامعي من الولايات المتحدة الأمريكية . ولد في دويسبورغ .
وهو عضواً في الأكاديمية الوطنية للعلوم، والأكاديمية الأمريكية للفنون والعلوم .

## التعليم
تعلم في معهد كاليفورنيا للتقنية، وجامعة كاليفورنيا، بركلي

## مناصب وهيئات
أدار جامعة كاليفورنيا، دافيس، وجامعة كاليفورنيا، بركلي.

## جوائز
حصل على جوائز منها:
- زمالة غوغنهايم
- قلادة العلوم الوطنية الأمريكية.